# Matvej Ivanovič Skobelev
Matvej Ivanovič Skobelev, in russo Матвей Иванович Скобелев? (Maraza, 9 novembre 1885 – Mosca, 29 luglio 1938), è stato un rivoluzionario e politico russo.

## Biografia
Nato nel villaggio di Maraza, nella provincia di Baku, dove il padre, un industriale appartenente alla setta cristiana dei Molokane, era stato costretto a emigrare dalla Russia centrale, Skobelev studiò all'Istituto tecnico di Baku e presto maturò sentimenti politici di opposizione al regime zarista unendosi a circoli studenteschi socialdemocratici. Partecipò alla fallita rivoluzione del 1905 e dovette rifugiarsi all'estero.
Studiò dal 1907 al 1912 nel Politecnico di Vienna e fece parte della redazione della « Pravda » diretta da Trockij. Nel 1910 fu nella delegazione del POSDR che partecipò al Congresso dell'Internazionale socialista tenuto a Copenaghen. Tornato in Russia, venne candidato per i menscevichi alla Duma e vi venne eletto deputato nel novembre del 1912. Nel 1914, poco prima dell'inizio della guerra, fu tra i dirigenti del grande sciopero che bloccò la produzione petrolifera nella regione di Baku e nel 1915, per un articolo di giornale, subì quattro mesi di prigione. Sul problema della guerra, prese una posizione « difensista ».
Con la rivoluzione di febbraio del 1917, fu attivo nell'organizzazione del Soviet di Pietrogrado, ne divenne vicepresidente, sostenne la formazione di un governo puramente borghese e diresse la rivolta dei marinai di Kronštadt. Con la prima crisi del governo provvisorio, in maggio, fu tra i delegati del Soviet a entrare a far parte del nuovo governo, assumendo la carica di ministro del Lavoro. Nel I Congresso dei Soviet del giugno 1917 fu eletto vicepresidente del Comitato esecutivo centrale. Alla nuova crisi succeduta alla rivolta di Kornilov, rifiutò di partecipare al governo Kerenskij e in settembre fu eletto al Preparlamento e successivamente, in novembre, all'Assemblea costituente.
Condannò la Rivoluzione d'ottobre e lo scioglimento dell'Assemblea costituente ma presto si avvicinò al governo sovietico. Arrestato a Novorossijsk nel 1919 dalle forze bianche del generale Denikin, fu rilasciato per intercessione dei menscevichi. Dopo aver cercato di organizzare nel Caucaso la lotta armata contro i Bianchi, Skobelev emigrò nel 1920 in Francia dove, in accordo con Leonid Krasin e Lev Kamenev, si occupò di stabilire relazioni commerciali tra la Russia e la Francia, ma l'iniziativa fu impedita dalla magistratura francese, dal momento che non esistevano relazioni diplomatiche tra i due paesi.
Nel 1922 tornò a Mosca e s'iscrisse al Partito Comunista dell'Unione Sovietica. Nel gennaio del 1924, su incarico del governo sovietico, si stabilì dapprima a Londra quale membro della delegazione commerciale russa, e poi a Parigi dopo lo stabilimento di relazioni diplomatiche tra Francia e Unione Sovietica, occupandosi ancora di missioni commerciali. Ritornato in patria, lavorò ancora negli istituti governativi per il commercio, finché nel 1937 cadde vittima delle persecuzioni staliniane. Accusato falsamente di appartenere a un'organizzazione terroristica, fu fucilato il 29 luglio 1938. Skobelev venne riabilitato nel 1957.